# Storia di Marie e Julien
Storia di Marie e Julien è un film del 2003 diretto da Jacques Rivette ed è idealmente l'ultimo capitolo di una quadrilogia di cui fanno parte Céline e Julie vanno in barca (1974), Noroît e Duelle (entrambi del 1976); l'idea originaria di Rivette (che ha diretto tutte e quattro le pellicole) era di dirigere questo film a partire già dal '76, ma una profonda crisi depressiva lo allontanò dal cinema per diversi anni e fece naufragare il progetto fino appunto al 2003.

## Trama
Julien, di professione orologiaio, non riesce a dimenticare Marie, una donna incontrata in un'occasione e mai più rivista. A causa di alcuni documenti compromettenti finiti nelle sue mani, in gran segreto inizia a ricattare la misteriosa Madame X, un'industriale che ha perso la sorella in circostanze non del tutto chiare. Ma la vita di Julien subirà una svolta incredibile quanto inaspettata; gli ricompare all'improvviso Marie, ad un anno esatto dal loro unico incontro. Tra i due nasce un forte legame affettivo ma la donna, dopo essersi trasferita nella fatiscente villa di Julien, inizia ad avere uno strano comportamento, manifestato da incubi ricorrenti e fughe improvvise. Julien non se cura più di tanto, tra una riparazione ai vecchi orologi da salotto e una carezza al suo gatto Nevermore. Ma sono due le cose che colpiscono di più Julien: che cosa lega la sua compagna a Madame X? E perché Marie passa gran parte della sua giornata dentro una stanza della casa arredandola in modo bizzarro? Ad attenderlo ci sarà una sconvolgente verità.

## Cast
Nel 1976 (anno in cui il film doveva originariamente essere girato) per i ruoli dei due protagonisti, erano stati scritturati Albert Finney e Leslie Caron, ma poterono girare soltanto pochissime scene, a causa della malattia del regista.

## Commento e critica
Comincia alla Rohmer e si chiude con un inferno domestico alla Chabrol: è questo il commento del dizionario Morandini che assegna al film tre stelle su cinque.